# 普林斯山
普林斯山（英語：Mount Prince）是南極洲的山峰，位於瑪麗伯德地，屬於佩里山脈的一部分，海拔高度640米，美國地質調查局根據測量和空中照片繪入地圖，現時由南極條約體系管理。